# Tron Evolution: Battle Grids
Tron Evolution: Battle Grids è un videogioco d'azione/avventura tie-in del film Tron: Legacy, sviluppato dalla n-Space e pubblicato dalla Disney Interactive in esclusiva per le piattaforme Nintendo Wii e Nintendo DS. Una traccia del film composta dai Daft Punk è stata inclusa nel gioco: The Grid.
Cronologicamente, Battle Grids si colloca tra il primo film di Tron ed il videogioco Tron: Evolution.

## Trama
Il giocatore controlla un personaggio da lui creato all'inizio del gioco, un programma che dovrà far luce sui frequenti cali di energia all'interno della Rete Giochi (versione Nintendo DS) e vincere il Campionato dei Giochi della Rete, gareggiando contro Tron, Quorra e Blaze (versione Nintendo Wii).
Tra i personaggi secondari sono presenti Zuse (personaggio apparso nel film Tron: Legacy) e la ISO Radia (Tron: Evolution).

## Rete Giochi
La Rete giochi di Tron Evolution: Battle Grids è molto vasta e contiene i seguenti giochi:
- Motolabirinto
- Gioco dei dischi
- Carrarmati
- Corsa su Intercettatore (solo versione Nintendo DS)
- Runner Arena (solo versione Nintendo Wii)
- Hyperball (solo versione Nintendo Wii)
- Serbatoi (solo versione Nintendo Wii)